# Mila Gojsalić
Mila Gojsalić (bekannt auch als Mile Gojsalića; * in Kostanje, Dalmatien, heute zu Omiš, Kroatien; † 1530) war eine Volksheldin und Märtyrerin.

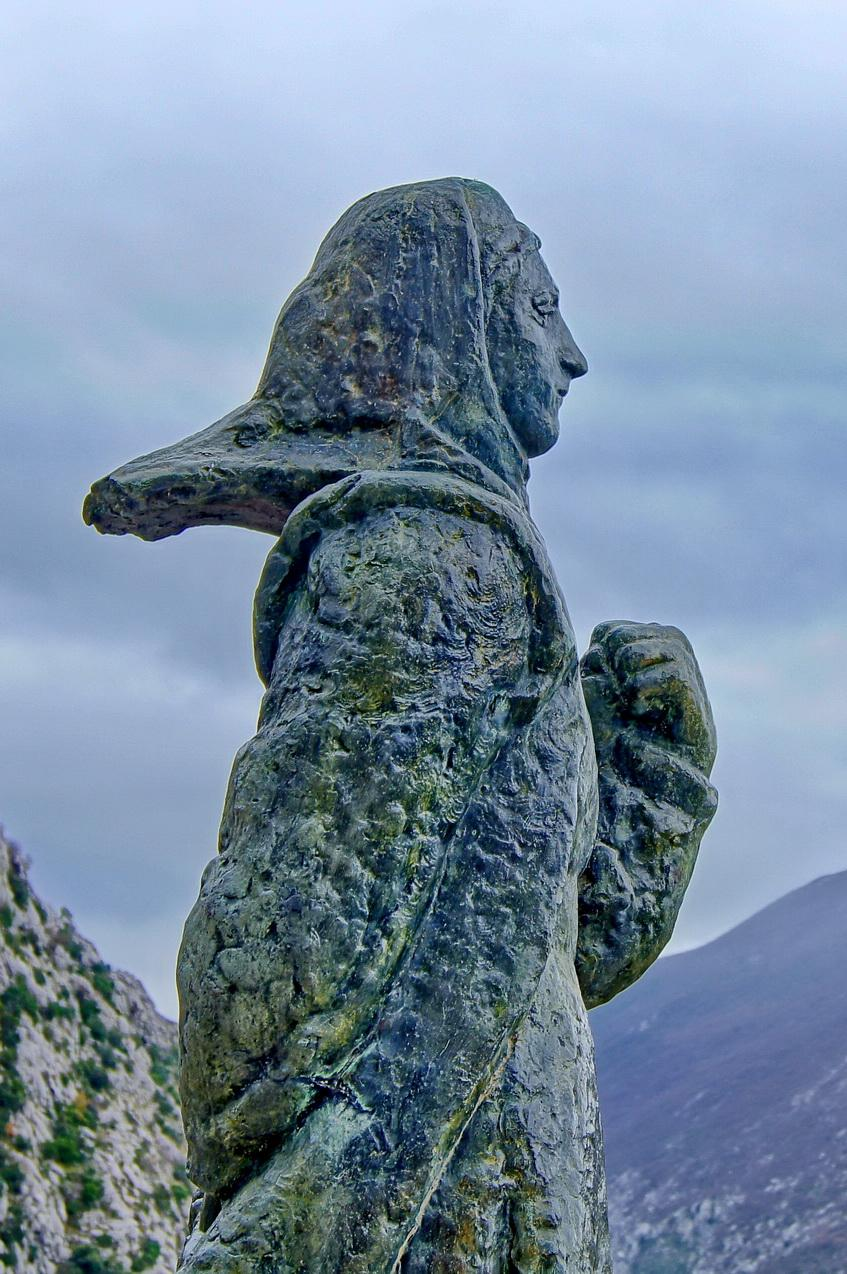
Mile Gojsalića von Ivan Meštrović, Bronze, in Gata bei Omiš, Kroatien, an der Mündung von Cetina

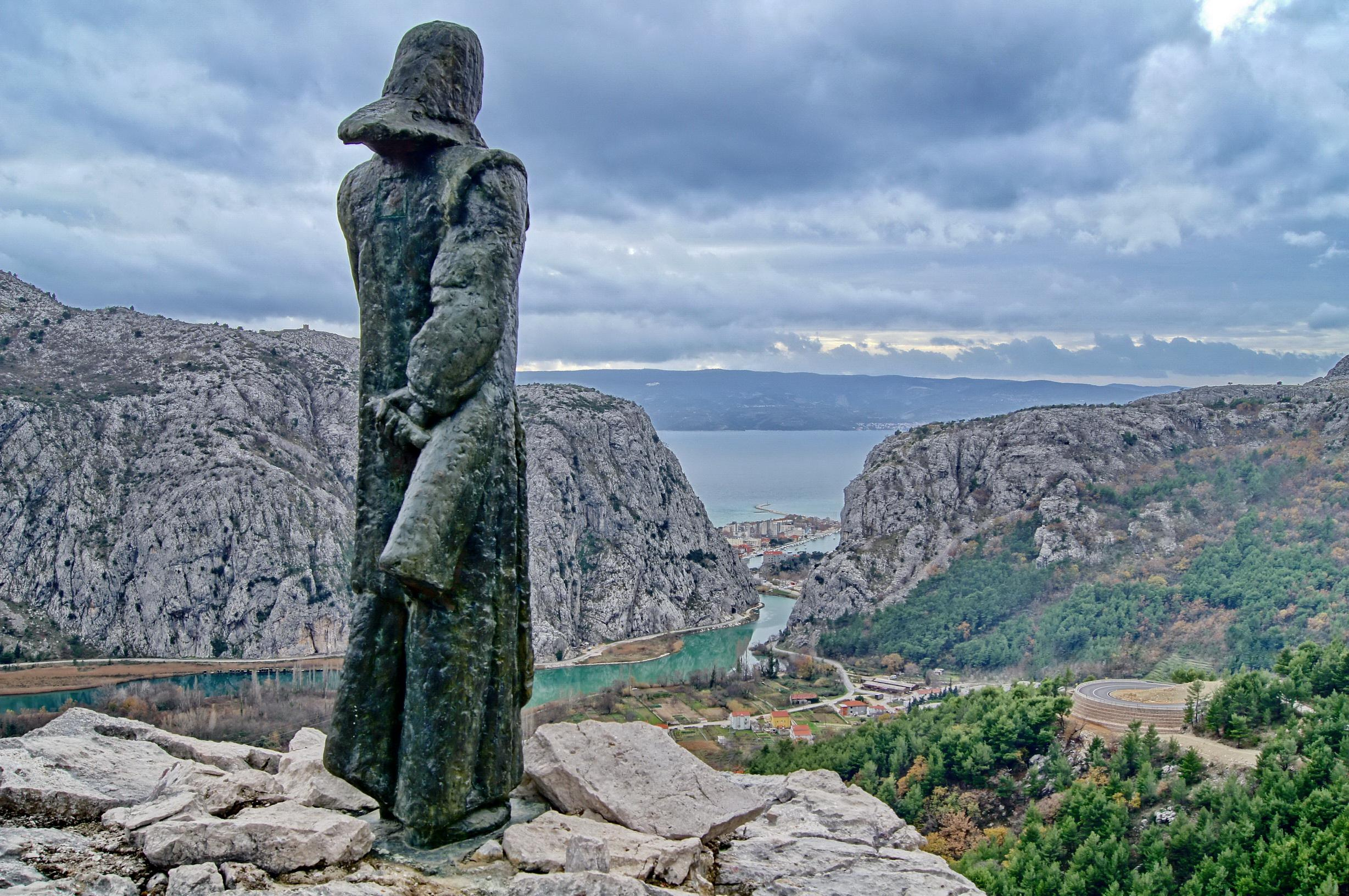
Meštrovićs Statue Mile Gojsalića

In Kostanje, einem Dorf im dalmatinischen Hinterland, zu Beginn des 16. Jahrhunderts geboren, zählte sie zu den Nachkommen des kroatischen Königs Gojslav. Zur Zeit der habsburgisch-osmanischen Kriege lebte sie in Poljica. 1530 plante der osmanische Ahmed Pascha, Poljica zu erobern. Das osmanische Heer lagerte in Podgrac. Nach der Legende wurde sie, auch viele andere einheimische Frauen, gefangen und von Ahmed Pascha vergewaltigt. Um sich zu rächen, begab sie sich heimlich zum Waffenlager und zündete dort das Schießpulver an und brachte so Ahmed Pascha und zahlreiche osmanische Soldaten um. Die Gunst der Stunde nutzend, erhob sich das Volk von Poljica und besiegte die überraschte osmanische Besatzungsmacht.

## Rezeption
Ivan Meštrović schuf ihre Statue und ließ diese oberhalb des felsigen Canyon der Stadt Omiš aufstellen, während Jakov Gotovac ihr zu Ehren eine Oper komponierte. Der Schriftsteller August Šenoa schrieb ihr zu Ehren ein volkstümliches Gedicht.
In ihrem Geburtsort Kostanje findet jeden Sommer eine Kulturveranstaltung, die Tage von Mila Gojsalić, statt. Ihr erneuertes Geburtshaus kann dort besucht werden.